# Max Scholze
Max Scholze (* 30. April 2005 in Meißen) ist ein deutscher Fußballspieler.

## Werdegang
Der Rechtsverteidiger begann seine Karriere in der Jugendabteilung von Dynamo Dresden und wechselte im Jahre 2019 zum FC Bayern München. Für die Münchener spielte er in der B-Junioren-Bundesliga und der A-Junioren-Bundesliga, bevor er im Sommer 2023 in den Kader der zweiten Mannschaft übernommen wurde. Für diese Mannschaft absolvierte Scholze in der folgenden Saison 2023/24 31 Spiele in der viertklassigen Regionalliga Bayern.
Im Juni 2024 verlängerte Scholze seinen Vertrag bis 2027 und wurde zur folgenden Saison 2024/25 an den Drittligisten SC Verl verliehen. Scholze gab sein Profidebüt am 3. August 2024 beim 2:2 gegen den SV Wehen Wiesbaden, musste aber nach einem Außenbandriss am Sprunggelenk ab dem dritten Spieltag knapp einen Monat pausieren. In der Folge fand er sich auf der Ersatzbank wieder und kam unter Trainer Alexander Ende nur noch unregelmäßig zum Einsatz. Im Januar 2025 wurde die Leihe daraufhin vorzeitig beendet. Nach einem Bruch des Schlüsselbeins in der Vorbereitung auf die Rückrunde in der Regionalliga-Bayern-Spielzeit 2024/25 kam er erst im letzten Saisondrittel zu seinem Ligadebüt für die Bayern-Reserve am 27. Spieltag gegen die SpVgg Hankofen-Hailing als Einwechselspieler in der Nachspielzeit für Jonathan Asp, stand aber in allen folgenden Partien unter Trainer Holger Seitz in der Startformation.
Scholze schloss sich im Sommer 2025 dem Drittligisten SSV Ulm 1846 an, der aus der 2. Bundesliga abgestiegen war und in der Folge einen Umbruch erlebte, und unterzeichnete bei den „Spatzen“ einen bis 2027 gültigen Kontrakt.